# 白体

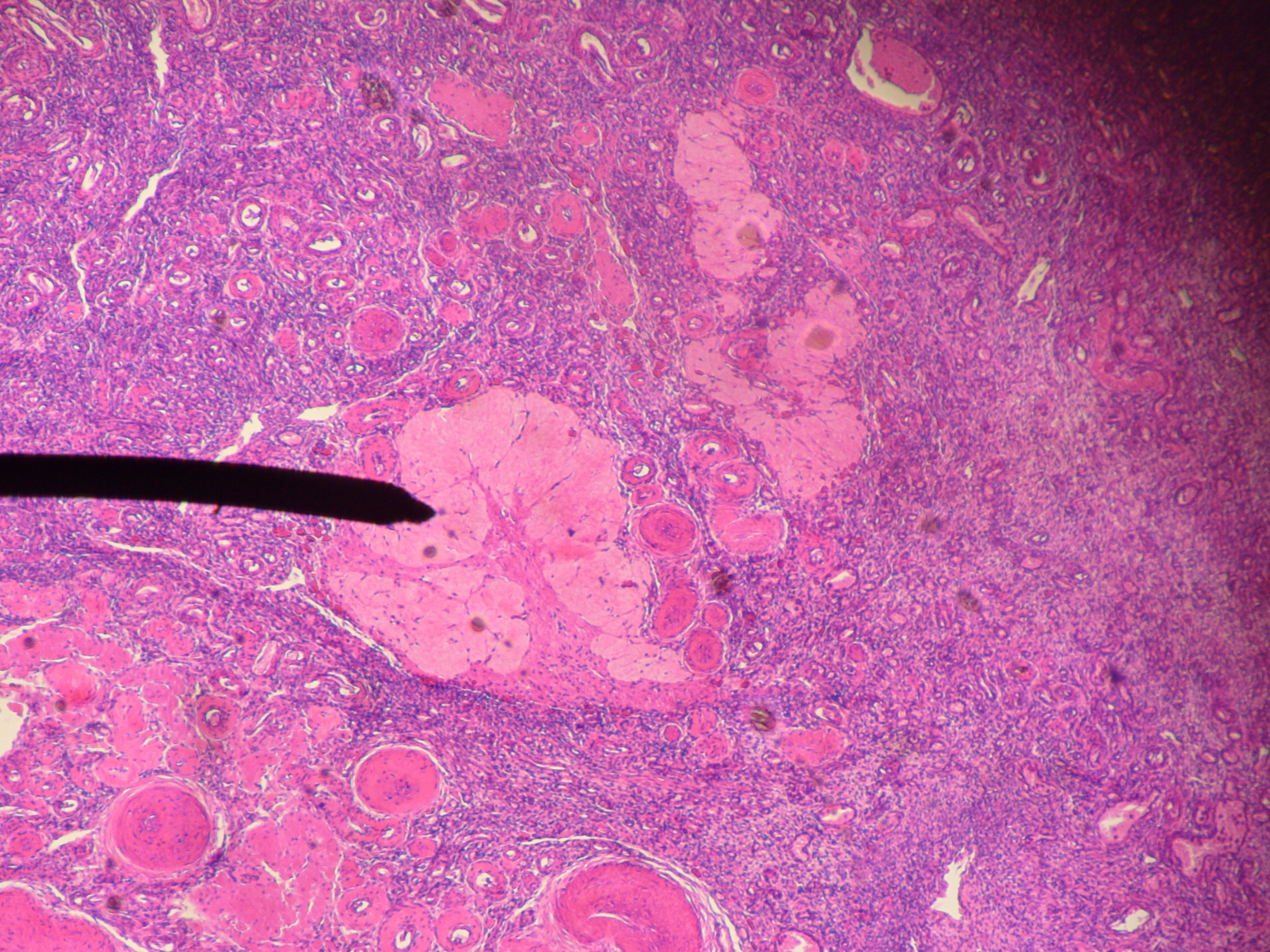
ヒトの白体

白体(英: corpus albicans, )とは黄体が退行した構造物。黄体がマクロファージ、線維芽細胞により破壊され、I型コラーゲンへと変性して白体が形成される。この過程を黄体退行(en:Luteolysis)と呼ぶ。白体は瘢痕組織として卵巣に残ることがある。ウシの白体は妊娠黄体が退行したものを指し、生涯にわたり存在するものがほとんどである。